# (23774) Herbelliott
(23774) Herbelliott ist ein Asteroid des Hauptgürtels, der am 26. Juni 1998 vom australischen Amateurastronomen John Broughton am Reedy-Creek-Observatorium (IAU-Code 428) in Queensland, Australien entdeckt wurde.
Der Asteroid ist nach dem australischen Leichtathleten (Mittelstreckenläufer) Herb Elliott (* 1938) benannt, der bei den Olympischen Spielen in Rom über 1500 m einen Weltrekord aufstellte.